# Hyfe
En hyfe er de en- eller flercellede forgrenede tråde, der tilsammen danner svampes mycelium.